# Georges Rogy
Georges Rogy (Etterbeek, 1897 – 1981) was een Belgisch kunstschilder.
Hij studeerde van 1915 tot 1922 aan de Academie voor Schone Kunsten in Brussel bij Emile Fabry, Herman Richir en Constant Montald.
Hij werd vanaf 1925 zelf leraar aan de École des arts et métiers in Etterbeek.
Hij schilderde figuren, naaktfiguren, portretten, stillevens en landschappen. Zijn stijl was overtuigd figuratief en werd niet beïnvloed door de stromingen die in zijn tijd actueel waren. Hij realiseerde een decoratief paneel voor het paviljoen van de Provincie Brabant op de Wereldtentoonstelling 1935 in Brussel en de affiche voor de "Groote Historische Stoet te Brussel" in 1930.

## Tentoonstellingen
- 1923,1929, Brussel, Cercle Artistique et Littéraire
- 1931, Brussel, Galerie des artistes français
- maart 1927, april 1928, Brussel, La Petite Galerie
- 1944, 1945,1948, Brussel, Galerie de la Toison d’Or

## Musea en openbare verzamelingen
- Belgische Staat
- Provincie Brabant
- Gemeente Etterbeek
- Gemeente Schaarbeek
- Brussel, Museum van Elsene

- Gemeinsame Normdatei: 174326459
- International Standard Name Identifier: 0000 0001 2208 9470
- Library of Congress Control Number: n96053605
- Nederlandse Thesaurus van Auteursnamen: 181778408
- RKD-Nederlands Instituut voor Kunstgeschiedenis: 67738
- Union List of Artist Names: 500189986
- Virtual International Authority File: 14036127
- WorldCat: E39PBJx8ywvg9yc6h4bkPBWbh3